# Rue Capitaine-Corhumel
La rue Capitaine-Corhumel est une voie de Nantes.

## Situation et accès
Située dans le quartier Hauts-Pavés - Saint-Félix, elle va de la rue du Marchix à la place Édouard-Normand.

## Origine du nom
Elle doit son nom à Édouard Corhumel (1865-1895), capitaine au 1er régiment de Chasseurs d’Afrique, natif de Nantes et qui s'illustra dans l'Expédition de Madagascar au cours de laquelle il trouva la mort à Majunga,. Il était le fils du raffineur Edouard Corhumel (1837-1902).

## Historique
Elle s'appelait auparavant « rue Barrière-de-Couëron », puis « rue de Vertot ».